# Константиновка (Тайыншинский район)
Константиновка (каз. Константиновка) — село в Тайыншинском районе Северо-Казахстанской области Казахстана. Село входит в состав Абайского сельского округа. Код КАТО — 596033300.

## Население
В 1999 году население села составляло 420 человек (197 мужчин и 223 женщины). По данным переписи 2009 года, в селе проживало 330 человек (157 мужчин и 173 женщины).